# Sporetus porcinus
Sporetus porcinus är en skalbaggsart som beskrevs av Bates 1864. Sporetus porcinus ingår i släktet Sporetus och familjen långhorningar. Inga underarter finns listade i Catalogue of Life.